# St. Nikolaus (Unterzell)

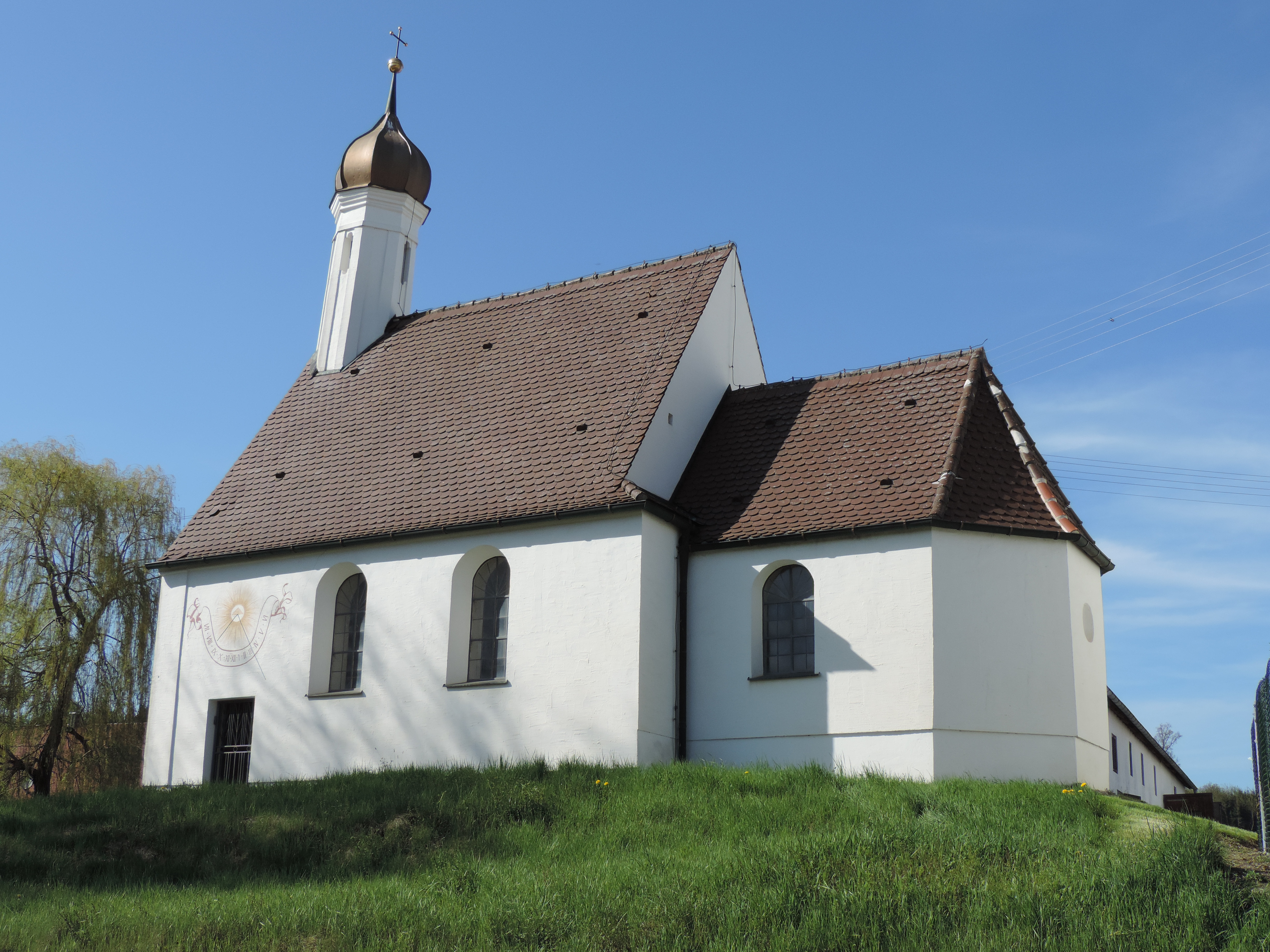
Kapelle St. Nikolaus in Unterzell

Die römisch-katholische Kapelle St. Nikolaus ist ein Baudenkmal in Unterzell, einem Ortsteil der Gemeinde Dasing im Landkreis Aichach-Friedberg.

## Geschichte
Der Chor der Kapelle stammt im Kern vermutlich aus dem Ende des 16. Jahrhunderts. Er wurde im Zuge eines Neubaus des Langhauses 1756 verändert. 2017 wurde der schiefe Dachreiter aufgerichtet und das Gebäude innen und außen generalsaniert.

## Baubeschreibung
St. Nikolaus ist ein flachgedeckter Saalbau mit stark eingezogenem Chor unter Stichkappentonne und innen nischenförmig-stichbogigem und außen dreiseitigem Schluss. Der Dachreiter hat eine Zwiebelhaube.

## Ausstattung
Die Langhausfresken um 1760/70 sind von Sigismund Reis. Sie zeigen den heiligen Nikolaus bei der Rettung der unschuldig zu Tode verurteilten Feldherrn. In den Ecken sind weitere Szenen aus dem Leben des Heiligen dargestellt. Der Hochaltar ist aus dem Ende des 17. Jahrhunderts. Die mittige Figur des heiligen Nikolaus ist ausgelagert. Die Seitenaltäre entstanden um 1710/20. Eine frühe Kopie des Gnadenbilds des Christus in der Rast in Herrgottsruh aus dem 16. Jahrhundert im linken Seitenaltar ist ebenfalls ausgelagert.